# Teoria del camp cristal·lí
La teoria del camp cristal·lí (TCC) és un model que descriu l'estructura electrònica de tots aquells compostos de metalls de transició que poden ser considerats complexos de coordinació. La TCC explica amb èxit algunes propietats magnètiques, colors, entalpies d'hidratació, estructures d'espinel·la dels complexos de metalls de transició, però no intenta explicar-ne l'enllaç.
La TCC va ser desenvolupada pels físics Hans Bethe i John Hasbrouck van Vleck els anys 1930.
La teoria del camp cristal·lí entra en discussions energètiques i permet fer prediccions. És totalment oposada a la teoria de Pauling, ja que considera que l'enllaç metall-lligand és un enllaç totalment electroestàtic i es basa en forces atractives-repulsives. Es basa en l'evolució de la teoria electroestàtica simple:
El metall i els lligands són càrregues puntuals de signe oposat que interaccionen d'acord amb les lleis de Coulomb. Un catió metàl·lic és un nucli de càrrega positiva i existeix la presència d'un núvol electrònic negatiu. Es donaran 2 tipus d'interaccions, una d'atractiva entre càrregues de diferent signe i una de repulsiva entre càrregues del mateix signe. Aquestes interaccions es consideren isotròpiques, és a dir, tenen la mateixa magnitud en qualsevol direcció de l'espai (simetria esfèrica). La teoria electroestàtica simple prediu l'energia d'enllaç acceptablement pels metalls s i p. Per els metalls d i f fa una predicció per defecte. Això es deu al fet que la teoria electroestàtica simple valora en excés la component repulsiva.
La teoria del camp cristal·lí admet que la repulsió dels electrons del metall i el lligand no té simetria esfèrica. Això es deu al fet que els lligands quan interaccionen sempre es posicionen en llocs on la repulsió sigui mínima. Aquesta distribució energètica ve marcada per la geometria.
Els orbitals d tenen dos tipus d'orientacions diferents els que estan orientats en les bisectrius (t2g) i els que estan orientats en els eixos de coordenades (eg). En un complex octaèdric d'acord al postulat de Lesly-Niholm que preveu la forma com s'ordenaran els lligands al voltant del catió central. Aquestes direccions preferents origina una pèrdua de degeneració en els orbitals d. En els quals hi haurà orbitals més energètics i orbitals menys energètics. Per a geometria octaèdrica els més energètics són els eg.